# تريفور باكسندل
تريفور باكسندل (بالإنجليزية: Trevor Baxendale)‏ هو كاتب بريطاني، ولد في 1966.